# Кульченко, Валерий Иванович
Валерий Иванович Кульченко (2 сентября 1943, Калач-на-Дону — 27 сентября 2021) — советский и российский живописец и график. Заслуженный художник Российской Федерации (2013).

## Биография
Родился 2 сентября 1943 года в городе Калач-на-Дону.
Стать художником мечтал с детства, целенаправленно рисовать начал в четвертом классе.
Учился в Ростовском художественном училище им. М. Б. Грекова с 1962 по 1967 год у Т. Теряева, В. Щебланова, В. Резниченко, Г. Михайлова. С 1975 года является членом Союза художников России.
В 1976 году награждён дипломом и премией Союза художников СССР, Министерством культуры СССР ЦК ВЛКСМ за картину «Вечер в Степи». С 1986 года является участником творческой группы «На Родине Шолохова».
В 1979 году участвовал в «Выставке четырёх» (Е. Покидченко, А. Легостаев, А. Токарев, В. Кульченко), закончившейся скандалом.
Согласно легенде, знаменитое ростовское товарищество «Искусство или смерть» родилось в 1988 году в мастерской Валерия Кульченко.
В 1999 году награждён дипломом Министерства культуры Ростовской области за победу в конкурсе «Картина года» («Слышен крик журавлей»). В 2003 году награждён дипломом Союза художников России за картину «Любовь и атом» на выставке «Россия-10». В 2004 году награждён дипломом Союза художников России на Х Республиканской художественной выставке в Москве.
Являлся лауреатом южно-российского литературно-художественного конкурса «Великий Вёшенец» к 100-летию М. А. Шолохова. 13 июня 2005 года награждён национальной золотой медалью М. А. Шолохова. В 2019 году был награждён Золотой медалью Союза художников России «Духовность. Традиции. Мастерство».
Жил и работал в Ростове-на-Дону. Скончался 27 сентября 2021 года.

## Работы находятся в собраниях
- Музей современного изобразительного искусства на Дмитровской, Ростов-на-Дону.
- Ростовский областной музей изобразительных искусств, Ростов-на-Дону.
- Таганрогский художественный музей, Таганрог.
- Частные коллекции России, Германии, США, Израиля, Франции.

## Персональные выставки
- 2023 — «Картины, несущие свет». Выставочный зал ДГПБ, Ростов-на-Дону.[9]
- 2018 — «Острова памяти». Выставочный зал ДГПБ, Ростов-на-Дону.[3]
- 2013 — «Острова памяти». Выставочный зал Союза художников, Ростов-на-Дону.[10]
- 2009 — «Избранное». М-галерея, Ростов-на-Дону.[6][11]
- 2006 — «В. Кульченко». Выставочный зал ШО СХР, Шахты.
- 2005 — «30 лет в СХ РФ». Музей современного изобразительного искусства на Дмитровской, Ростов-на-Дону.[12]
- 2005 — «30 лет в СХ РФ». Выставочный зал ШО СХР, Шахты.
- 2003 — «Большая Донская излучина». Ростовский областной музей изобразительных искусств, Ростов-на-Дону.
- 1998 — «Донские просторы». Ростов-на-Дону.
- 1995 — «Эко-Арт». Таганрог.
- 1987 — «В. Кульченко». Таганрог.[13]
- 1985 — «В. Кульченко». Сальск.[13]
- 1979 — «В. Кульченко». Волгодонск.[13]

## Избранные групповые выставки
- 2023 — «Александр Жданов. Последний Пан». Ростовский областной музей изобразительных искусств, Галерея ZHDANOV, Ростов-на-Дону.[14][15][16][17][18]
- 2009 — «Ремейк». Галерея «М», Ростов-на-Дону.

## Галерея

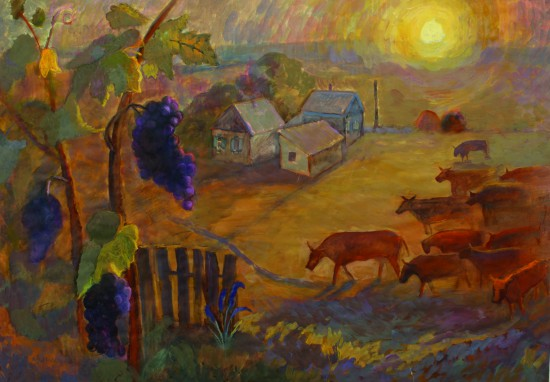
«Возвращение стада», б/а/п, 70х85, 2010
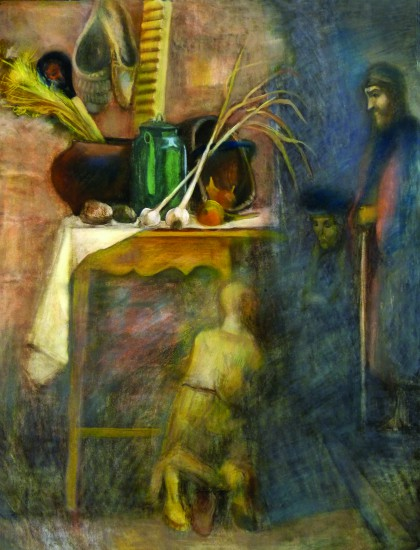
«Возвращение», б/а/п, 100х80, 2006
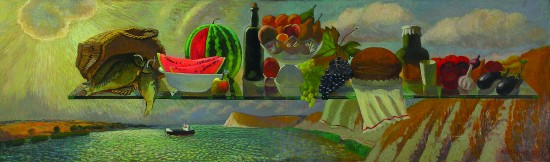
«Дары Донской земли. Гравитация», к/а, 70х190, 2005
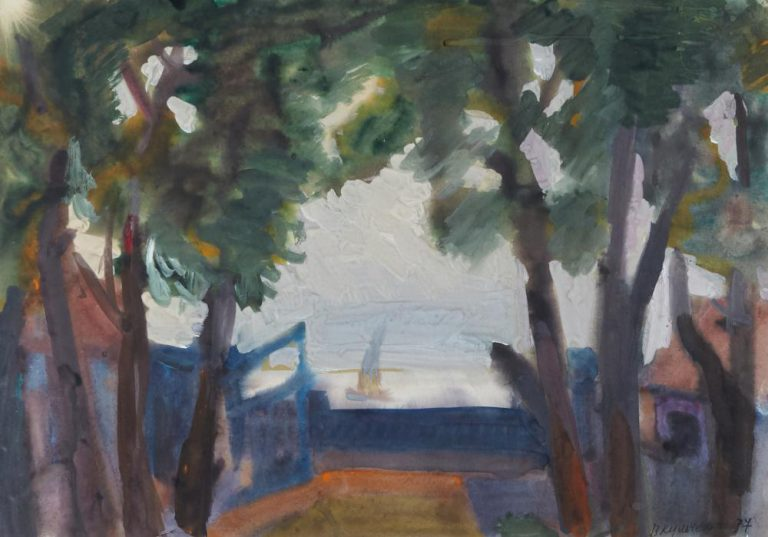
«Вечер в Дивноморске», б/т, 50х70, 1996
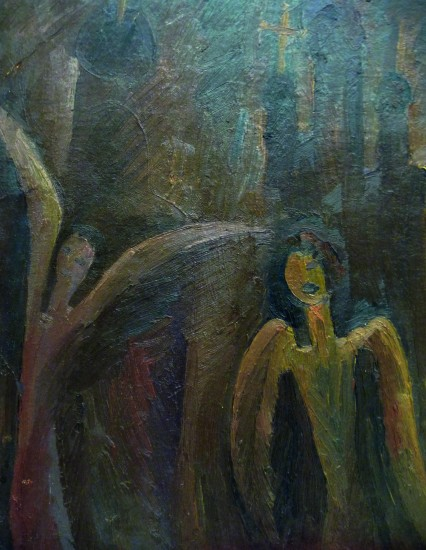
«Ангелы», к/м, 60х50, 1987
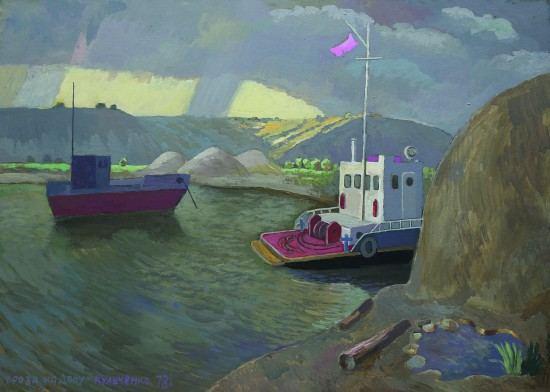
«Гроза на Дону. Гравитация», х/м, 78х134, 1977
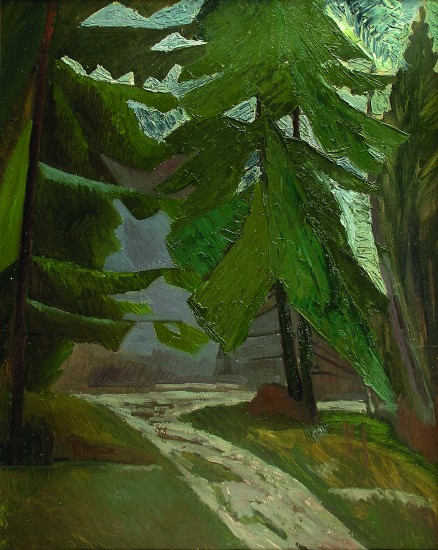
«Дорога в лесу», к/м, 100х70, 1973